# 布倫達 (亞利桑那州)
布倫達（英語：Brenda）是位於美國亞利桑那州拉巴斯縣的一個人口普查指定地區。根據2010年美國人口普查，該地人口為676人，而該地的面積約為17.90平方千米。

## 地理
布倫達的座標為33°40′47″N 113°56′41″W / 33.67972°N 113.94472°W，而該地最高點為海拔高度419米（即1375英尺）。